# Antenne Niederrhein
Antenne Niederrhein ist das Lokalradio für den Kreis Kleve im Nordwesten des Bundeslandes Nordrhein-Westfalen. Es bekam seine Lizenz von der Landesanstalt für Medien Nordrhein-Westfalen und ging am 29. August 1992 auf Sendung. Das Programm wird aus dem Funkhaus an der Stechbahn in Kleve gesendet.

## Programm
Antenne Niederrhein sendet wochentags sechs, und sonntags vier Stunden Lokalprogramm aus Kleve. Die Nachrichten zur vollen Stunde und die überregionale Werbung werden vom Mantelprogrammanbieter Radio NRW übernommen.
Zum Lokalprogramm gehört wochentags die Sendung „Am Morgen“ (6–10 Uhr) und die Nachmittagssendung „Am Nachmittag“ (16–18 Uhr). Sonntags von 9 bis 10 Uhr „Forum Kreis Kleve“ und von 15 bis 18 Uhr „Sport vor Ort“.
Außerdem lässt Antenne Niederrhein auf seinen Frequenzen gemäß den gesetzlichen Bestimmungen Bürgerfunk ausstrahlen (20–21 Uhr).
Zwischen 6 und 19 Uhr sendet Antenne Niederrhein wochentags zu jeder halben Stunde Nachrichten Wetter und Verkehr aus NRW, Deutschland und der Welt.

## Bekannte Moderatoren
Katrin Düngel und Volker Lübke moderieren die Sendung „Antenne Niederrhein am Morgen“. In den Nachrichten sind unter anderem regelmäßig Wolfgang Notten und Oliver Drucks zu hören. Weitere bekannte Moderatoren sind zum Beispiel Jan Düngel.

## Reichweite
Antenne Niederrhein erreichte laut der Reichweitenanalyse E.M.A. NRW 2023 täglich 26 Prozent der Hörer im Sendegebiet.

## Unternehmen
Antenne Niederrhein ist im Wesentlichen ein Unternehmen der Mediengruppe RP, in der auch die Rheinische Post erscheint.
Gesellschafter der Lokalradio Kreis Kleve Betriebsgesellschaft sind die Lokalfunk Kreis Kleve Presse-Beteiligungsgesellschaft mit 75 %, der Kreis Kleve mit 15 %, die Städte Geldern und Kleve mit je 2 %, die Städte Emmerich am Rhein, Goch und Kevelaer mit je 1 % und die Städte bzw. Gemeinden Bedburg-Hau, Issum, Kalkar, Straelen, Uedem und Weeze mit je 0,5 %.
Oberste Muttergesellschaft ist die Rheinisch-Bergische Verlagsgesellschaft, Düsseldorf, in deren Konzernabschluss der Jahresabschluss der Gesellschaft einbezogen wird.
Vermarktungsaufgaben im Bereich Radiowerbung sind an die zur Mediengruppe RP gehörende Pressefunk Düsseldorf ausgelagert.
Bei der Gesellschaft waren 2010 durchschnittlich zwei Arbeitnehmer beschäftigt.

## Empfang
Antenne Niederrhein deckt mit seinen beiden analogen terrestrischen Frequenzen das Kreisgebiet Kleve ab. Der Nordkreis wird über die UKW-Frequenz 98,0 MHz vom Rundfunksender Kleve mit einer Sendeleistung von 1 kW versorgt. Der Südkreis wird über die UKW-Frequenz 105,7 MHz vom Fernmeldeturm Geldern mit 500 Watt abgedeckt.
Im Sendegebiet ist Antenne Niederrhein im Kabelnetz von Unitymedia auf der Frequenz 97,9 MHz zu empfangen.
Antenne Niederrhein bietet einen Livestream eine iPhone-App sowie eine App für alle anderen Smartphones für den Empfang via Internet an.